# بید علفی قرمز
بید علفی قرمز، علف خر قرمز (نام علمی: Epilobium roseum) نام یک گونه (زیست‌شناسی) از سرده بید علفی است.